# Madaraševec
Madaraševec falu Horvátországban, Varasd megyében. Közigazgatásilag Martijanec község része.

## Fekvése
Varasdtól 16 km-re keletre, községközpontjától 3 km-re északra a Dráva jobb partján fekszik.

## Története
1857-ben 126, 1910-ben 260 lakosa volt. 1920-ig Varasd vármegye Ludbregi járásához tartozott. 
2001-ben a falunak 58 háza és 256 lakosa volt.